# Phyllotis caprinus
Phyllotis caprinus is een zoogdier uit de familie van de Cricetidae. De wetenschappelijke naam van de soort werd voor het eerst geldig gepubliceerd door Pearson in 1958.